# Farewell, My Love
Farewell, My Love est un groupe de post-hardcore américain, originaire de Phoenix, Arizona. Formé en 2011, il se compose de Chad Kowal (chant), Röbby Creasey (guitare), Charlee Conley (basse), et London Mckuffey (guitare).

## Biographie

### Débuts (2011–2012)
Farewell, My Love est formé par Chad Kowal, Röbby Creasey et Caleb Harbin en février 2011. En mai 2011, le groupe enregistre son premier EP ; A Dance You Won't Forget avec Connor Hurley aux L2 Studios de Scottsdale, en Arizona. En juillet 2011, ils sortent leur premier single, Wrong and Right. En août sort leur premier EP A Dance You Won't Forget en indépendant,, suivi par le single Mirror, Mirror,. Farewell, My Love ouvre ensuite pour les groupes Falling In Reverse, New Years Day, Get Scared et Blood on the Dance Floor.
Le 22 février 2012, le groupe signe avec StandBy Records. Le 16 avril, le bassiste Gary Grant quitte le groupe et le bassiste Charlee Conley et le guitariste Logan Thayer se joignent au groupe. Le 8 octobre 2012, le groupe annonce la tournée The BryanStars Tour à la fin de l'année avec Rocky Loves Emily, Late Nite Reading et CatchingYourClouds du 18 octobre au 147 novembre.
Le 10 octobre, le chanteur Caleb Harbin annonce son départ. En décembre, ils entrent au Studio D de Cleveland, OH, avec le producteur Don DeBiase pour enregistrer leur premier album chez StandBy Records.

### Gold Tattoos(2013)
Le 11 janvier 2013, le groupe annonce la tournée The BigsupporTOUR sur la côte ouest du 15 février au 3 mars. Le 25 janvier, le groupe sort le nouveau single Mirror, Mirror sur le site web AbsolutePunk, annonçant le nouvel EP le 19 février chez StandBy Records. Après la tournée, le groupe participe au The BryanStars Tour #2 avec notamment Snow White's Poison Bite, Her Bright Skies, Joel Faviere, Late Nite Reading, et CatchingYourClouds.
Le 4 avril, le groupe annonce une tournée en tête d'affiche avec Snow White's Poison Bite qui durera tout l'été et fera participer Kissing Candice et Chomp Chomp Attack.
Le 3 juin, le groupe annonce sa participation au The Bad Blood Tour du 4 septembre au 22 décembre avec Blood on the Dance Floor, Haley Rose et The Relapse Symphony.
Le 31 juillet, le groupe annonce son premier album, Gold Tattoos, pour le 10 septembre chez StandBy Records. Le 19 août, ils sortent le clip du morceau Mirror, Mirror publié sur le site web du magazine Revolver. Le 10 septembre, Gold Tattoos est publié,,, et atteint la 43e place des Top Heatseekers et reste plusieurs mois sur les Alternative Press Readers Charts.

### Wrapped Up In Pinstripes(depuis 2014)
Le 14 janvier 2014, le groupe annonce sa participation à la tournée The Decade Tour d'Alesana's du 7 mars au 6 avril. Le 6 mars, le groupe annonce sa tournée We Own the Night avec Consider Me Dead, The Venetia Fair et Get Scared entre le 18 et le 26 avril. En mars, le groupe est nomme « un des 100 groupes à connaitre en 2014 » par le magazine Alternative Press.
Le 20 avril 2015, le groupe annonce l'arrivée du nouveau guitariste, London Mckuffey.

## Discographie

### Albums studio
- 2013 : Gold Tattoos (StandBy Records)
- 2016 : Above It All (CRCL Records)